# دل‌آواز
شرکت فرهنگی هنری دل‌آواز با هدف تهیه و نشر برنامه‌های آهنگین و همکاری با استادان موسیقی و معرفی و فراهم کردن برنامه برای هنرمندان با همت محمدرضا شجریان در تاریخ ۱ اسفند ۱۳۵۶ پایه‌گذاری شد و اکنون به مدیریت همایون شجریان درآمده است.

## محصولات

### آثار تصویری
- هم‌نوا با بم
- کنسرت محمدرضا شجریان و گروه شهناز در دبی
- کنسرت محمدرضا شجریان و گروه شهناز (رندان مست و مرغ خوش‌خوان)

### آثار صوتی
- راز دل (۱۳۵۸)
- انتظار دل (۱۳۵۸)
- عشق داند (۱۳۵۹)
- آستان جانان (۱۳۶۴)
- بیداد (۱۳۶۴)
- سر عشق (۱۳۶۵)
- نوا، مرکب‌خوانی (۱۳۶۵)
- دستان (۱۳۶۷)
- ساز قصه‌گو (۱۳۶۷)
- پیام نسیم (۱۳۷۰)
- دل مجنون (۱۳۷۰)
- خلوت‌گزیده (۱۳۷۰)
- سرو چمان (۱۳۷۰)
- آسمان عشق (۱۳۷۱)
- دلشدگان (۱۳۷۱)
- چشمه نوش (۱۳۷۲)
- قاصدک (۱۳۷۳)
- یاد ایام (۱۳۷۴)
- جان عشاق (۱۳۷۴)
- گنبد مینا (۱۳۷۴)
- همایون مثنوی (۱۳۷۴)
- رسوای دل (۱۳۷۶)
- شب وصل (۱۳۷۶)
- معمای هستی (۱۳۷۶)
- راست پنجگاه (۱۳۷۷)
- چهره به چهره (۱۳۷۷)
- شب، سکوت، کویر (۱۳۷۷)
- به یاد پدر (۱۳۷۸)
- آهنگ وفا (۱۳۷۸)
- آرام جان (۱۳۷۸)
- بوی باران (۱۳۷۸)
- زمستان است (۱۳۷۹)
- بی تو به‌سر نمی‌شود (۱۳۸۱)
- فریاد (۱۳۸۳)
- جام تهی (۱۳۸۴)
- ساز خاموش (۱۳۸۶)
- سرود مهر (۱۳۸۶)
- غوغای عشق‌بازان (۱۳۸۶)
- آه باران (۱۳۸۸)
- رندان مست (۱۳۸۸)
- مرغ خوش‌خوان (۱۳۹۰)
- طریق عشق (۱۳۹۵)
- خراسانیات (۱۳۹۸)